# Anna Cesareni
Anna Cesareni (Roma, 3 novembre 1960) è una doppiatrice e direttrice del doppiaggio italiana.
È sua la voce italiana ricorrente di Sandra Bullock; ha inoltre doppiato Geena Davis in Turista per caso, Cecilia Roth in Labirinto di passioni e Tutto su mia madre ed è stata la doppiatrice di Edie Falco nelle serie tv I Soprano e Oz.

## Doppiaggio

### Film
- Sandra Bullock in Speed, Speed 2 - Senza limiti, Amori & incantesimi, Piovuta dal cielo, I sublimi segreti delle Ya-Ya sisters, Two Weeks Notice - Due settimane per innamorarsi, Miss Detective, Miss F.B.I. - Infiltrata speciale, La casa sul lago del tempo, Infamous - Una pessima reputazione, Molto forte, incredibilmente vicino, Gravity, All'ultimo voto, Ocean's 8, The Unforgivable, The Lost City, Bullet Train
- Tilda Swinton in Moonrise Kingdom - Una fuga d'amore, The Beach, Michael Clayton, Burn After Reading - A prova di spia
- Linda Fiorentino in Sognando Manhattan, Per amore... dei soldi, Liberty Stands Still
- Natasha Richardson in Genitori in trappola, Cortesie per gli ospiti, Amici di... letti
- Allison Janney in Celebrity, The Hours, C'era una volta un'estate, Bad Education
- Queen Latifah in Set It Off - Farsi notare, La bottega del barbiere 2, Rimbalzi d'amore
- Geena Davis in Turista per caso
- Shelley Long in Il dottor T e le donne
- Kristen Wilson in Il dottor Dolittle, Il dottor Dolittle 2
- Cecilia Roth in Labirinto di passioni, Tutto su mia madre
- Lara Flynn Boyle in La recluta, Morti di salute
- CCH Pounder in Godzilla II - King of the Monsters, Una pallottola spuntata
- Vanessa Bell Calloway in Una scatenata dozzina
- Annabella Sciorra in La mano sulla culla
- Theresa Randle in Space Jam
- Elizabeth Peña in Allucinazione perversa
- Jeanne Tripplehorn in Mickey occhi blu
- Maruschka Detmers in Diavolo in corpo
- Illeana Douglas in Echi mortali
- Melissa Leo in 21 grammi
- Angela Bassett in Benvenuta in Paradiso
- Sarah-Jane Fenton in Mio caro dottor Gräsler
- Miranda Richardson ne Il danno
- Irma P. Hall in Patch Adams
- Jamie Lee Curtis in Chi ha ucciso la signora Dearly?
- Marianne Jean-Baptiste in 28 giorni
- Katrin Cartlidge in Naked - Nudo
- Marcia Gay Harden in Flubber - Un professore tra le nuvole
- Imelda Staunton in Gli amici di Peter
- Lili Taylor in Ransom - Il riscatto
- Elizabeth Nottoli in Vacanze di Natale '95
- Jenette Goldstein in Titanic
- Susan Beaubian in Una pallottola spuntata
- Lena Olin in Hollywood Homicide
- Elizabeth Perkins in Partnerperfetto.com
- Julianne Moore in Body of Evidence
- Virginia Madsen in Firewall - Accesso negato
- Lindsay Crouse in Il giurato
- Anne Brochet in Dust
- Rosie Perez in Birds of Prey e la fantasmagorica rinascita di Harley Quinn
- Sharon Washington in Joker: Folie à Deux
- Pamela Hart in π - Il teorema del delirio

### Film d'animazione
- Petra ne I primitivi[1]
- Regina in Scarpette rosse e i sette nani[2]
- Oracle ne L'isola dei cani[3]
- Wage in Pupazzi alla riscossa[4]

### Serie televisive
- Edie Falco ne I Soprano, Oz
- CCH Pounder in The Shield, E.R. - Medici in prima linea
- Melinda Clarke in The OC, Nikita
- Daphne Zuniga in Melrose Place (1992), Melrose Place (2009)
- Elizabeth Marvel in House of Cards, Homeland - Caccia alla spia
- Natascha McElhone in Californication
- Jaime Pressly in My Name Is Earl
- Dianne Kay ne La famiglia Bradford
- Nuria González in Fisica o chimica
- Holly Robinson Peete in Tris di cuori
- Jennifer Coolidge in La vita secondo Jim
- Elizabeth Peña in La seconda guerra civile americana
- Tichina Arnold in Tutti odiano Chris
- Susanna Thompson in Arrow
- Gina Bellman in Leverage - Consulenze illegali
- Lena Headey in Terminator: The Sarah Connor Chronicles
- Katja Woywood in Squadra Speciale Cobra 11
- Sanna Englund in Hamburg Distretto 21
- Miranda Richardson in Good Omens
- Joanne Whalley in The White Princess
- Marianne Jean-Baptiste in Blindspot
- Tamara Tunie in Law & Order - Unità vittime speciali
- Lela Loren in Power
- Lena Olin in Riviera
- Adriana Salonia in Super T - Una schiappa alla riscossa
- Proschat Madani in Last Cop - L'ultimo sbirro
- Linda Lucìa Callejas in Chica vampiro
- Gloria Carrá in Il mondo di Patty
- Isabel Macedo in Dance! La forza della passione
- Mary Lynn Rajskub in The Girlfriend Experience
- Sonja Sohn in The Wire
- Tamsin Greig  ne Il diario di Anna Frank
- Linda Batista in Incantesimo
- Jane Lynch in Party Down
- Tamlyn Tomita in Avatar - La leggenda di Aang
- Amanda Root in Baby Reindeer
- Emmanuelle Bercot in Attacco al potere - Paris Has Fallen

### Serie animate
- Aquarius in Fairy Tail
- Signora Zebra in Peppa Pig
- Saori Hyuga in Pretty Cure Splash Star
- Arachnea in Yes! Pretty Cure 5
- Queen Metallia in Pretty Guardian Sailor Moon Crystal
- Zuccherosa in Planet Sheen
- Nora Nebulon in Lloyd nello spazio
- Sedna in Inuk
- Simona in Tutti in scena con Melodyìì
- Sanbustushin in Saiyuki - La leggenda del demone dell'illusione

## Radio
- Laurine in Dylan Dog, regia di Armando Traverso (sceneggiato di Rai Radio 2, 2002)

## Riconoscimenti
La Musa d'Oro 2023: Miglior Doppiatrice Cinema per Elizabeth Mc Govern (Lady Cora) in Downtown Abbey II